# Supercentenarian

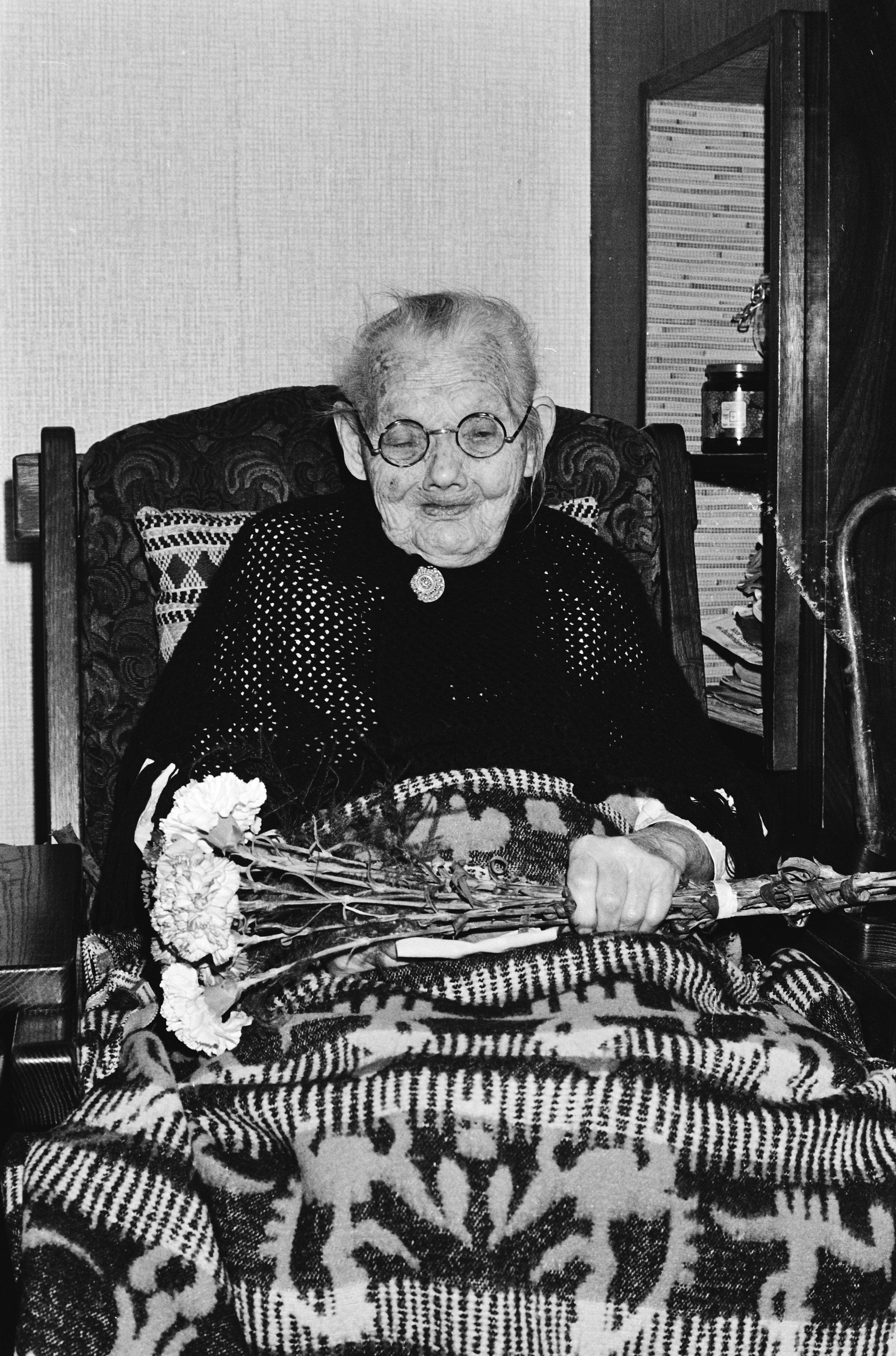
Gerarda Huzenkamp Bosgoed am 14. Mai 1980, damals 110 Jahre alt und die älteste niederländische Person

Ein Supercentenarian ist ein Mensch, der mindestens 110 Jahre alt geworden ist. Die englische Bezeichnung wird auch im Deutschen verwendet. Sie ist abgeleitet von englisch centenarian („Hundertjähriger“).

## Zahlen und Fakten
Derzeit leben geschätzt 300 bis 450 Supercentenarians weltweit; jedoch wurde nur bei einem Bruchteil das Alter wissenschaftlich überprüft.
Bis Anfang Januar 2015 konnte laut Angaben der Gerontology Research Group das Alter von 1739 Supercentenarians verifiziert werden.
Als erster Mensch, der erwiesenermaßen das Alter von 110 Jahren erreichte, gilt der Niederländer Geert Adriaans Boomgaard, der 1899 im Alter von 110 Jahren und 135 Tagen starb.
Ältester Mensch mit bestätigten Lebensdaten ist Jeanne Calment, die 1997 im Alter von 122 Jahren und 164 Tagen starb.
Eine im Jahr 2010 veröffentlichte, unter Federführung des Max-Planck-Instituts für demografische Forschung in Rostock durchgeführte internationale Studie zeigte, dass die Länder mit den meisten Supercentenarians die Vereinigten Staaten, das Vereinigte Königreich, Japan, Frankreich und Italien sind.

## Kritik
Laut Saul Justing Newman, dem Gewinner des Ig-Nobel-Preises 2024, ist der Großteil der über 110-Jährigen wissenschaftlich nicht wirklich belegbar. Dies treffe wohl auch auf viele 100-Jährige zu. Im März 2024 ergab eine neue Studie von Saul Justin Newman Hinweise auf systematische Täuschungen bei den Altersangaben zu Supercentenarians (University of Oxford, noch ohne Peer Review).